# Polyptychodon
Polyptychodon (wat 'tand met veel plooien' betekent) is een geslacht van uitgestorven pliosauriden dat leefde in mariene afzettingen uit het Midden tot Laat-Krijt van Zuid-Engeland, Frankrijk en Argentinië. Het wordt in een recensie uit 2016 als een nomen dubium beschouwd.

## Geschiedenis van ontdekking
De typesoort Plesiosaurus interruptus werd in 1840 benoemd door Richard Owen. Deze maakte er in 1841 een apart geslacht Polyptychodon van. De soort is bekend van een kaakfragment met tand uit de Chalk Group uit het Laat-Krijt van Zuid-Engeland, gevonden in de Kentish Rag Quarries van het bedrijf Benstead en deel van de verzameling van Mrs Smith. De geslachtsnaam is een combinatie van het Grieks πολύπτυχος, 'met veel vouwen', en odoon, 'tand'. De soortaanduiding betekent 'onderbroken' in het Latijn. Richard Owen beschreef ook een tweede nominale soort van het geslacht, Polyptychodon continuus, de 'doorlopende', op basis van een losse tand verzameld in de Hytheformatie van Maidstone, Kent, ook al gezien als een nomen dubium. Beide tanden missen een gepubliceerd inventarisnummer. Er werd ten onrechte gedacht dat de macronarische sauropode Dinodocus verwant was aan Polyptychodon continuus voordat hij correct werd erkend als een dinosauriër en niet als een plesiosauriër.

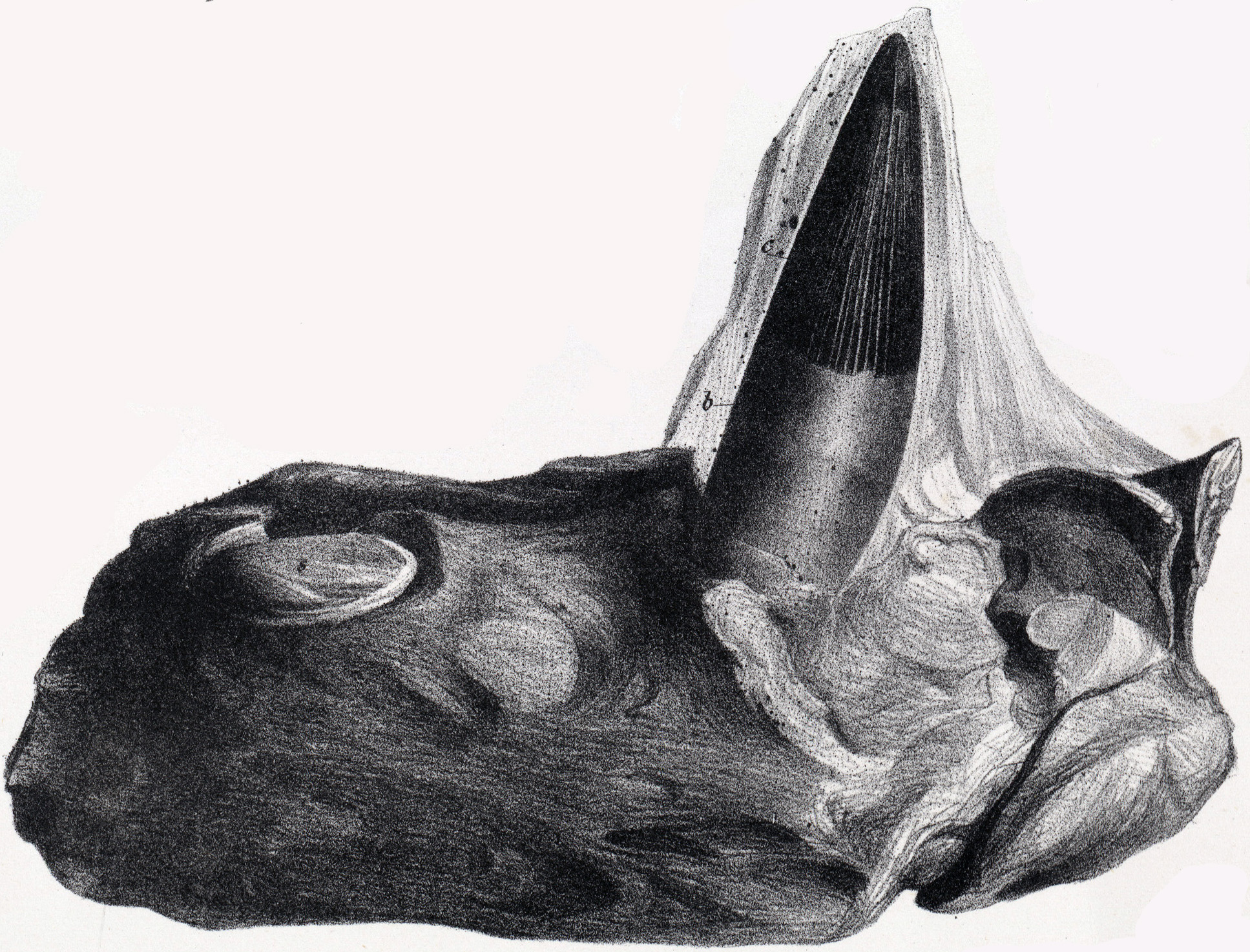
Het genoholotype

Talrijke pliosauride tanden en wervels uit Engeland en Oost-Frankrijk zijn eerder toegewezen aan Polyptychodon, waaronder losse wervels uit Frankrijk die ten onrechte werden geïdentificeerd als een sauropode. Vergelijking tussen losse wervels uit het Albien van mariene afzettingen in Frankrijk en Kronosaurus suggereerde een grootte van ongeveer zeven meter voor een Polyptychodon-achtige brachaucheniine pliosauride. Uit een herevaluatie in 2016 bleek echter dat Polyptychodon en zijn soorten twijfelachtig zijn, en dat talrijke overblijfselen van de Chalk Group in Engeland die naar het geslacht waren verwezen, hoogstwaarschijnlijk verschillende soorten plesiosauriërs vertegenwoordigen, waarbij sommige tanden mogelijk verwijzen naar Polycotylidae. Soortgelijke fossielen van pliosauriërs werden ook gevonden in Tsjechië.
De soort Polyptychodon patagonicus (Ameghino, 1893), een krokodil ontdekt in Argentinië, heeft vermoedelijk toevallig dezelfde geslachtsnaam. Volgens een studie uit 2010 is Polyptychodon patagonicus een nomen vanum (want al bezet) en een nomen dubium.

## Verkeerd toegewezen soorten
Schardt benoemde in 1910 een Polyptychodon neocamiensis op basis van een tand uit Neuchatel.
Polyptychodon hudsoni (holotype, SMU 60313) werd beschreven vanuit de Eagle Fordformatie uit het Turonien van Dallas (Texas).